# Norra Möckleby församling
Norra Möckleby församling var en församling i Ölands södra kontrakt, Växjö stift, Mörbylånga kommun på Öland i Kalmar län. Församlingen uppgick 2002 i Norra Möckleby, Sandby och Gårdby församling.
Församlingskyrka var Norra Möckleby kyrka. 

## Administrativ historik
Församlingen har medeltida ursprung.
Församlingen utgjorde under medeltiden ett eget pastorat för att därefter fram till 1588 vara moderförsamling i pastorat med Sandby och Gårdby församlingar och från 1588 till 1 maj 1926 åter utgöra ett eget pastorat. Från 1926 till 1962 var församlingen annexförsamling i pastoratet Sandby, Gårdby och Norra Möckleby. Församlingen var från 1962 annexförsamling i pastoratet Glömminge, Algutsrum, Sandby, Gårdby och Norra Möckleby.  Församlingen uppgick 2002 i Norra Möckleby, Sandby och Gårdby församling.
Församlingskod var 084016.

## Series pastorum
| Ämbetstid | Namn                            | Levnadstid    |
| (1525)    | Olaus Simonis                   |               |
| (1540)    | Jacob                           |               |
| 1547–1564 | Petrus Laurentii                |               |
| 1564–1582 | Petrus Caroli Gothus            | 1510–1587     |
| 1582–1587 | Carolus Petri Grubb             | d. trol. 1587 |
| 1588      | Petrus                          | d. 1588       |
| 1590–1636 | Petrus Johannis (Peder Jönsson) | d. omkr. 1636 |
| 1637–1666 | Birgerus Jonae Gallius          | d. 1666       |
| 1668–1674 | Jonas Petri Maderus             | d. 1674       |
| 1705–1711 | Truillus Olai Giöth             | 1655–1711     |
| 1711–1728 | Petrus Svenonis Collstadius     | 1670–1728     |
| 1730–1735 | Jonas Elmberg                   | 1687–1735     |
| 1737–1750 | Olaus (Olof) Wimmerstedt        | 1709–1750     |
| 1752–1768 | Peter (Per) Kiexhelius          | 1721–1768     |
| 1771–1804 | Jonas Lindström                 | 1716–1804     |
| 1806      | Gustaf Crælius                  | 1747–1806     |
| 1808–1828 | Johan Fredrik Lindwall          | 1759–1828     |
| 1830–1844 | Erik Israel Wellin              | 1778–1867     |
| 1844–1879 | Israel Ahlqvist                 | 1796–1879     |
| 1882–1885 | Carl Gustaf Herlin              | 1841–1907     |
| 1885–1897 | Johan Martin Lundgren           | 1840–1916     |
| 1897–1913 | Albert Åstrand                  | 1858–1913     |